# Paysafe Group
Paysafe Group Limited (cunoscută anterior ca Optimal Payments PLC) este o companie multinațională de plăți online. Grupul oferă servicii atât sub marca Paysafe, cât și mărci filiale care au devenit parte a grupului prin mai multe fuziuni și achiziții, în special Neteller, Skrill și paysafecard.
Paysafe are sediul în Insula Man și este reglementat în Regatul Unit, autorizat de Financial Conduct Authority. Compania a fost listată la London Stock Exchange și Indicele FTSE 250 până când a fost achiziționată de un consorțiu al The Blackstone Group și CVC Capital Partners în decembrie 2017.

## Legături externe
- Site web oficial